# آگنیشکا چوپک
آگنیشکا چوپک (لهستانی: Agnieszka Czopek؛ زادهٔ ۹ ژانویهٔ ۱۹۶۴) شناگر اهل لهستان بود.